# Elasticidad de sustitución intertemporal
En economía, la elasticidad es un concepto que cuantifica la variación porcentual experimentada por una variable al cambiar porcentualmente otra. En este sentido, la elasticidad de sustitución intertemporal es una medida de la capacidad de respuesta de la tasa de crecimiento del consumo ({\displaystyle c_{t+1}/c_{t}}) a la tasa de interés real ({\displaystyle R}), es decir, cómo cambia la asignación del consumo total entre consumo presente y futuro. Si la tasa de interés real sube se producen dos efectos. Por un lado la mayor rentabilidad de los ahorros da lugar a un efecto sustitución por el que se reduce consumo presente para tener mayor consumo futuro, y por otro lado el hogar se siente más rico intertemporalmente por lo que se produce un efecto renta por el que el consumo presente también puede aumentar. El efecto neto, entre los mencionados efectos renta y sustitución, sobre el consumo presente es la elasticidad de sustitución intertemporal.

## Definición matemática
La definición depende de si uno está trabajando en tiempo discreto o continuo. Veremos que para la función de utilidad CRRA, los dos enfoques dan la misma respuesta. Las formas funcionales descritas más adelante suponen que la utilidad del consumo es aditivamente separable en el tiempo.

### Tiempo discreto
La utilidad total a lo largo de la vida viene dada por:
{\displaystyle U=\sum _{t=0}^{T}\beta ^{t}u(c_{t})}
En este contexto, la tasa de interés real {\displaystyle R} será dada por la condición:
{\displaystyle Qu'(c_{t})=Q\beta Ru'(c_{t+1})}
Una cantidad de dinero {\displaystyle Q} invertida hoy cuesta {\displaystyle Qu'(c_{t})} unidades de utilidad, por lo que debe rendir exactamente ese número de unidades de utilidad en el futuro cuando se ahorra a la tasa de interés bruta vigente {\displaystyle R=1+r}, donde {\displaystyle r} es la tasa de interés neta (de rendir más, el agente podría estar mejor -a saber, tener un mayor nivel de utilidad- si ahorrara más).
Resolviendo para la tasa de interés bruta, vemos que
{\displaystyle R={\frac {u'(c_{t})}{\beta u'(c_{t+1})}}}
En logaritmos, tenemos
{\displaystyle r=-\ln {\left[{\frac {u'(c_{t+1})}{u'(c_{t})}}\right]}-\ln {\beta }}
Debido a que {\displaystyle \ln(1+r)\approx r} para un {\displaystyle r} pequeño (los logaritmos son muy similares a cambios porcentuales) tenemos
{\displaystyle r\approx -\ln {\left[{\frac {u'(c_{t+1})}{u'(c_{t})}}\right]}-\ln {\beta }}
La elasticidad de sustitución intertemporal está definida como el cambio porcentual en el crecimiento del consumo por incremento porcentual en la tasa de interés neta:
{\displaystyle {\frac {d\ln(c_{t+1}/c_{t})}{dr}}}
Sustituyendo en la ecuación logarítmica anterior, podemos ver que esta definición es equivalente a la elasticidad del crecimiento del consumo con respecto al crecimiento de la utilidad marginal:
{\displaystyle -{\frac {\partial \ln(c_{t+1}/c_{t})}{\partial \ln(u'(c_{t+1})/u'(c_{t}))}}}
Ambas definiciones son correctas, sin embargo, bajo los supuestos de que el agente está optimizando y tiene utilidad separable en el tiempo.

#### Ejemplo
Sea la utilidad obtenida del consumo {\displaystyle c} en el período {\displaystyle t}:
{\displaystyle u(c_{t})={\frac {c_{t}^{1-\sigma }}{1-\sigma }}.}
Dado que esta función de utilidad pertenece a la familia de funciones de utilidad isoelásticas tenemos que {\displaystyle u'(c_{t})=c_{t}^{-\sigma }}. Por lo tanto:
{\displaystyle \ln \left[{\frac {u'(c_{t+1})}{u'(c_{t})}}\right]=-\sigma \ln \left[{\frac {c_{t+1}}{c_{t}}}\right].}
Esta ecuación puede ser reescrita como
{\displaystyle \ln \left[{\frac {c_{t+1}}{c_{t}}}\right]=-{\frac {1}{\sigma }}\ln \left[{\frac {u'(c_{t+1})}{u'(c_{t})}}\right]}
Por lo tanto, con la aplicación de la fórmula derivada anteriormente tenemos que:
{\displaystyle -{\frac {\partial \ln(c_{t+1}/c_{t})}{\partial \ln(u'(c_{t+1})/u'(c_{t}))}}=-\left[-{\frac {1}{\sigma }}\right]={\frac {1}{\sigma }}.}

### Tiempo continuo
Sea la utilidad total a lo largo de la vida dada por
{\displaystyle U=\int _{0}^{T}e^{-\rho t}u(c_{t})dt}
donde {\displaystyle c_{t}} es abreviación de {\displaystyle c(t)}, {\displaystyle u(c(t))} es la función de utilidad del consumo (instantánea) en el tiempo {\displaystyle t}, y {\displaystyle \rho } es la tasa de preferencia temporal. En primer lugar, se define la medida de aversión relativa al riesgo (RRA, por sus siglas en inglés), esto es útil incluso si el modelo no tiene incertidumbre o riesgo alguno, como:
{\displaystyle RRA=-{\frac {d(u'(c_{t}))}{d(c_{t})}}{\frac {c_{t}}{u'(c_{t})}}=-u''(c_{t}){\frac {c_{t}}{u'(c_{t})}}}
entonces la elasticidad de sustitución intertemporal se define como
{\displaystyle EIS=-{\frac {\partial ({\dot {c}}_{t}/c_{t})}{\partial ({\dot {u}}'(c_{t})/u'(c_{t}))}}=-{\frac {\partial ({\dot {c}}_{t}/c_{t})}{\partial (u''(c_{t}){\dot {c}}_{t}/u'(c_{t}))}}={\frac {\partial ({\dot {c}}_{t}/c_{t})}{\partial (RRA\cdot ({\dot {c}}_{t}/c_{t}))}}={\frac {1}{RRA}}=-{\frac {u'(c_{t})}{u''(c_{t})\cdot c_{t}}}}
Si la función de utilidad {\displaystyle u(c)} es de aversión relativa al riesgo constante:
{\displaystyle u(c)={\frac {c^{1-\theta }-1}{1-\theta }}} (siendo {\displaystyle u(c)=\ln(c)} con el caso especial {\displaystyle \theta =1})
por lo que la elasticidad de sustitución intertemporal estará dada por {\displaystyle {\frac {1}{\theta }}}. En general, un valor pequeño de {\displaystyle \theta } (alta elasticidad intertemporal) significa que el crecimiento del consumo es muy sensible a los cambios en la tasa de interés real. Para {\displaystyle \theta } igual a 1, la tasa de crecimiento del consumo responde uno a uno a los cambios en la tasa de interés real. Un {\displaystyle \theta } grande implica un crecimiento del consumo insensible (no dependiente de la tasa de interés).

## Modelo de crecimiento de Ramsey
En el modelo de crecimiento de Ramsey, la elasticidad de sustitución intertemporal determina la velocidad de ajuste para alcanzar el estado estacionario y el comportamiento de la tasa de ahorro durante la transición. Si la elasticidad es alta, cambios fuertes en el consumo no son muy costosos para los consumidores y, en consecuencia, si la tasa de interés real es alta, ahorrarán una gran parte de sus ingresos. Si la elasticidad es baja el motivo de suavización del consumo es muy fuerte y debido a esto los consumidores ahorrarán poco y consumirán mucho si la tasa de interés real es alta.

## Estimaciones
Las estimaciones empíricas de la elasticidad varían. Parte de la dificultad radica en el hecho de que estudios microeconómicos llegan a conclusiones diferentes que los estudios macroeconómicos, los cuales utilizan datos agregados. Un metaanálisis de 169 estudios publicados reporta una elasticidad media de 0.5, pero también diferencias sustanciales entre los países.